# Saint Marc (Mantegna)
Saint Marc  est un tableau (1447-1448) du peintre  de la Renaissance Andrea Mantegna, conservé aujourd'hui au Museum Städel, Francfort-sur-le-Main.

## Histoire
Ce tableau, en tempera à la caséine sur toile de 82 × 63,7 cm, est une œuvre de jeunesse de Mantegna, réalisée à 17 ans, alors qu'il venait de quitter l'atelier de Francesco Squarcione et qu'il assista à la visite de Donatello à Mantoue.

## Thème
Saint Marc, auteur de l'évangile éponyme, dit « livre de Marc », est une figure qui fait partie de l'iconographie de la peinture chrétienne. Il est donc représenté avec son livre.

## Composition
Le saint est présenté dans une niche architecturale, un cadre débordé en trompe-l'œil par le coude du personnage sur le rebord en marbre duquel repose également un fruit avec sa feuille et un livre posé contre le pilier droit. Il est pensif, le regard vague, intériorisé, une main en support de son visage. Une auréole lui ceint la tête.
Un cartel sur un papier feint comporte l'inscription INCLITA MAGNA-NIMI VEN.../EVANGELISTA PAX TIBI M[ARC]E/ANDREAE MANTEGNAE PICTORIS LABOR, signature de l'artiste.
Une guirlande de fruits accrochée dans l'arcature comporte comme supports deux éléments ressemblant à épis de maïs et leurs feuilles séchées.

## Analyse
L'inspiration des œuvres de Donatello (buste présenté dans une niche) se révèle par ce personnage limité au torse comme le buste en sculpture, un domaine artistique qu'affectionne particulièrement Mantegna. On commence à voir apparaître les effets de marbres simulés qu'on retrouve dans les œuvres monumentales abouties plus tardives.
Les fruits, symboles de célébration, sont présents sur cette représentation d'un personnage saint.
La perspective s'exprime par le point de fuite central des fuyantes de l'architecture et autant par l'auréole elliptique (et non plus en cercle parfait de la peinture byzantine).
Le rouge (couleur symbolique de la Passion du Christ) est présent dans le pourpoint  et une  manche visible du saint, la couverture du livre, quelques fruits. Le reste très monochrome, rappelle la pierre.

## Peintres du même sujet
- Tintoret
- Domenico Beccafumi
- Angelo Bronzino
- Fra Angelico
- Albrecht Dürer
- Giovanni di Niccolò dit Dosso Dossi
- Gentile Bellini